# Concatedral de San José Obrero (Fagatogo)
La Concatedral de San José Obrero (en inglés: Co-Cathedral of St. Joseph the Worker) es edificio religioso que funciona como una catedral de la Iglesia católica en la Samoa Americana, un territorio de los Estados Unidos en Oceanía. Es la iglesia madre y co-sede del obispo de la Diócesis de Samoa-Pago Pago, junto con la Catedral de la Sagrada Familia en Tafuna. La iglesia se encuentra en el pueblo de Fagatogo. Fue terminada en 1959 y fue la única catedral de la diócesis hasta 1993, cuando la Sagrada Familia fue construida.